# 인도네시아 국립 항공우주 기구

로고

인도네시아 국립 항공우주 기구(인도네시아어: Lembaga Penerbangan dan Antariksa Nasional, LAPAN)는 인도네시아 정부의 우주 기관이었다. 이는 이전의 비공식 우주국 조직이 존재한 지 1년 후인 1963년 11월 27일 전 인도네시아 대통령 수카르노에 의해 설립되었다. LAPAN은 장기적인 민간 및 군용 항공우주 연구를 담당하고 있다.
20년 넘게 LAPAN은 도메인 개발 소형 과학 기술 위성 LAPAN-TUBsat 및 Hughes(현재의 Boeing Satellite Systems)가 제작하고 델타 로켓을 통해 미국에서 발사한 랄라파(Palapa) 시리즈 통신 위성을 포함한 위성을 관리했다. 또는 프랑스령 기아나에서 아리안 4 및 아리안 5 로켓을 사용한다. LAPAN은 또한 수심 로켓을 개발했으며 소형 궤도 우주 발사대 개발을 위해 노력해 왔다. 인도는 2007년 LAPAN A1, 2015년 LAPAN A2 위성을 발사했다.
2021년 5월 5일 대통령령 제33호 2021호가 제정됨에 따라 LAPAN은 여러 정부 연구 기관(예: 기술 평가 및 응용 기관(인도네시아어: Badan Pengkajian dan Penerapan Teknologi, BPPT), National Institute of Technology 등)과 함께 해체될 계획을 가졌다. 이들 기관은 모두 새로 형성된 국립 연구 혁신 기관(인도네시아어: Badan Riset dan Inovasi Nasional, BRIN)으로 통합되었다. 2021년 9월 기준 해체 절차가 진행 중이며 2022년 1월 1일에 완료되었다.
2021년 9월 1일, LAPAN은 마침내 독립 기관으로 해체되어 BRIN의 우주 및 항공학 연구 조직으로 전환되었으며, 이는 이전 LAPAN이 BRIN으로 제도적 통합의 시작을 알렸다.